# Javier Pantaleón
Javier Edgardo Pantaleón (La Quiaca, 6 de mayo de 1941 - Rosario de la Frontera, 31 de julio de 1978) fue un cantante y bombo argentino, hijo de padres bolivianos y estudiante de derecho. Integrante de Los Cantores del Alba en 1958 junto a Tomás Tutú Campos, Gilberto Vaca y Alberto González Lobo. Su estilo de voz incomparable fue siempre el tono bagualero que se metió en el conjunto, y aunque su voz era naturalmente grave, levantaba unos falsetes impresionantes para sus bagualas. Su instrumento era el bombo y acompañaba como segunda voz en forma de baguala al inigualable Tomás Tutú Campos y a Horacio Aguirre en la segunda guitarra cuando debían interpretar valses o serenatas, también estuvo en la formación que integró Santiago Gregorio Escobar.
Su trágica muerte se produjo el 31 de julio de 1978 en la Curva del Infiernillo en Rosario de la Frontera (provincia de Salta), muriendo a la edad de 37 años y en pleno éxito del grupo, que había grabado más de 20 discos.

## Autor y coautor de canciones
- «Tocamelo una chacarera» (chacarera)*

«Para mi Quiaca» (takirari)
- «Chaya borracha» (chaya)
- «Lamento mataco» (aire de bailecito)
- «Contrapuntos en bagualas» (baguala)
- «Que allí se quede» (bolero)
- «Versos de un estudiante» (serenata)
- «Yo soy el cantor del alba» (poema-canción)
- «Sollozos» (vals)
- «Esta Navidad sin ti» (vals)
- «Salta canta Así» (baguala)
- «Pantaleón el bagualero» (baguala)
- «Mis años de amor» (serenata)
- «El instante de partir» (bolero)
- «Muchacha, estás enamorada» (serenata)
- «Carta para una novia» (serenata)
- «De guardia en carnaval» (bailecito)
- «Para mi Salta linda» (zamba)
- «Niña de Animaná» (baguala)
- «La pena en flor» (bailecito)
- «No somos dos» (danza incaica)
- «Sin Ti no Hay Sol» (serenata)
- «Yo me siento culpable» (serenata)
- «Concierto en la soledad» (serenata)
- «No soporto más esta soledad» (serenata)
- «El amor que yo respiro» (serenata)
- «Este verso es para ti» (serenata)
- «Serenata para una flor